# Казачёк, Олег Викентьевич
Олег Викентьевич Казачёк (бел. Олег Викентьевич Казачок; 1940 год — 2006 год) — звеньевой по выращиванию картофеля совхоза «Любанский» Любанского района Минской области, Белорусская ССР. Герой Социалистического Труда (1974).

## Биография
Родился в 1940 году в крестьянской семье в деревне Борки Стародорожского района Минской области.
Трудовую деятельность начал в 1957 году разнорабочим в совхозе «Любанский» Любанского района. Окончив в 1961 году СПТУ в Слуцке, работал трактористом в этом же совхозе. В 1970 году назначен звеньевым комсомольско-молодёжного звена конечной продукции по выращиванию картофеля. Производственный процесс звена конечной продукции, считавшийся в то время передовым методом, предусматривал в отличие от других видов коллективов полный цикл выращивания продуктов земледелия от посева семян до сбора урожая.
В 1974 году звено Олега Казачка приняло социалистическое обязательство собрать 400 центнеров картофеля с каждого гектара. В этом году звеном было собрано в среднем по 382 центнера картофеля на участке площадью сто гектаров. Этот результат стал лучшим показателем в СССР за 1974 год. Указом Президиума Верховного Совета СССР от 10 октября 1974 года Олег Казачёк был удостоен звания Героя Социалистического Труда с вручением ордена Ленина и золотой медали «Серп и Молот». Другие 15 членов звена были награждены различными орденами и медалями.
Участвовал во Всесоюзной выставке ВДНХ в Москве.
Скончался 17 июня 2006 года.

## Награды
- Герой Социалистического Труда — указом Президиума Верховного Совета СССР от 10 октября 1974 года
- Орден Ленина
- Орден Трудового Красного Знамени